# شهرستان سارنی
شهرستان سارنی (به لاتین: Sarny Raion) یک شهرستان در اوکراین است که در استان ریونه واقع شده‌است. شهرستان سارنی ۱٬۹۷۰ کیلومتر مربع مساحت و ۱۰۴٬۰۶۴ نفر جمعیت دارد.